# Interalliierte Spiele

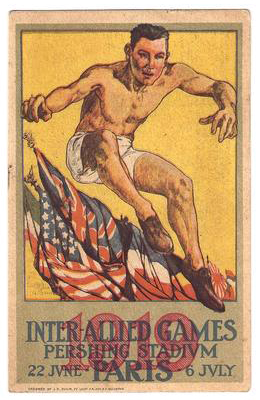
Plakat der Interalliierten Spiele

Die Interalliierten Spiele waren eine Multisportveranstaltung, die ähnlich wie die Olympischen Spiele in Paris vom 22. Juni bis zum 6. Juli 1919 im neu gebauten Stade Pershing ausgetragen wurden. Es nahmen ausschließlich Sportler aus den alliierten Siegerstaaten teil, die auch überwiegend in Uniform anreisten und häufig in Kasernen in und um Paris wohnten. Es waren nur aktive und ehemalige Soldaten des Krieges zugelassen. Das Stadion wurde weitgehend von amerikanischen Soldaten in Zusammenarbeit mit dem YMCA gebaut. Etwa 1500 Sportler aus 18 Nationen (von 28 eingeladenen) nahmen an 19 Sportarten teil. Es fehlten unter anderem wegen des Polnisch-Sowjetischen Krieges Polen und die UdSSR. Das Stadion im Bois de Vincennes wurde anschließend dem französischen Volke zum Geschenk gemacht und dient noch heute als Freizeitsporteinrichtung. Durch die Begrenzung auf Sportler der Alliierten war eine deutsche (und österreichische) Teilnahme von vornherein ausgeschlossen.
Es wurde das olympische Programm verwendet, das nur durch Handgranaten-Wurf und eine erweiterte Anzahl von Schießwettbewerben ergänzt wurde.